# مونيا أسود الرأس
مونيا أسود الرأس (الاسم العلمي: Lonchura nigriceps) (بالإنجليزية: Brown-backed Munia)‏ هي نوع من الطيور تتبع جنس المونيا من فصيلة شمعية المنقار.